# Lukas Gasser
Lukas Gasser (* 14. April 1986) ist ein Schweizer Politiker (glp). Er war ein Gründungsmitglied der Grünliberalen Partei Freiburg. Für die Amtsperiode 2007–2011 wurde er in den Grossen Rat des Kantons Freiburg gewählt und schloss sich dort der CVP-Fraktion an. Im Rat war er Mitglied der Commission parlementaire chargée de l’examen du projet de loi modifiant la loi du 9 juin 2000 sur l’énergie. Bei den Grossratswahlen für die Amtsperiode 2012–2016 wurde Gasser nicht wieder gewählt.
Bei seiner Wahl zum Grossrat wohnte Lukas Gasser in St. Antoni und war Student der Geographie und Geschichte. Von 2011 bis 2014 saß er als Vertreter der GLP im Gemeinderat von St. Antoni, hatte dort das Ressort Öffentliche Sicherheit und Wasserversorgung inne und war Energieverantwortlicher der Gemeinde. Zu Ende Juni 2014 reichte er aus beruflichen Gründen und aufgrund Wegzugs aus St. Antoni seinen Rücktritt ein.